# Muğla
Muğla è una città della Turchia mediterranea, capoluogo della provincia omonima, è famosa per i suoi centri storici visitabili tutto l'anno e per le sue spiagge meravigliose.